# Agustín Lozano
Agustín Lozano Saavedra (Chongoyape, Lambayeque, 4 de junio de 1971) es un ingeniero agrícola. político y dirigente deportivo peruano. Actualmente es el presidente de la Federación Peruana de Fútbol desde 2018, siendo reelegido para el periodo 2021-2025. En el ámbito político ejerció como alcalde del distrito de Chongoyape, desde enero del 2011 hasta diciembre del 2018.

## Biografía
Nació en la ciudad de Chongoyape, ubicado en el departamento de Lambayeque, el 4 de junio de 1971. Es hijo de Alberto Lozano y Ofelia Saavedra. 
Hizo sus estudios de primaria en el IE 10006 Chongoyape y de secundaria en el IE Secundaria Chongoyape en Chongoyape. Posteriormente, cursó la carrera de Ingeniería Agrícola en la Universidad Nacional Pedro Ruiz Gallo en 2001, obteniendo posteriormente el título de ingeniero agrícola en 2003. En 2019 obtuvo el grado de maestro en docencia universitaria por la Universidad de Chiclayo.

## Trayectoria

### Como político
En 2010, es elegido alcalde de Chongoyape para el periodo 2011-2014 con el partido Alianza para el Progreso, y en 2014 es reelegido en las elecciones municipales para la alcaldía.

### Como dirigente deportivo
En 2007, asumió la presidencia de la Liga Departamental de Lambayeque y se integró al directorio de la Federación Peruana de Fútbol (FPF) en el período 2007-2010. Posteriormente, en 2013, anunció su intención de postular a la presidencia de la FPF, un objetivo que materializó en 2014 cuando formalizó su candidatura. Sin embargo, el 29 de octubre de ese año, el comité electoral de la FPF decidió inhabilitarlo, impidiéndole continuar en la contienda por la presidencia.
En 2015, junto a su esposa Orfelinda Correa, fundó la Asociación Club Deportivo Juan Pablo II College en homenaje al Papa polaco, estableciendo Chongoyape como la sede del club. Años después, en diciembre de 2018, fue designado presidente de la Federación Peruana de Fútbol tras la destitución de Edwin Oviedo. Para el año 2021, logró ser elegido oficialmente para presidir la FPF durante el periodo 2021-2025.
En 2022, el club que fundó logró ascender a la Copa Perú y avanzó hasta la cuarta ronda de la Etapa Provincial, donde fue eliminado por el Club Deportivo Boca Juniors de Chiclayo. En 2023, ya bajo la presidencia de Orfelinda Correa, Juan Pablo II College alcanzó la Etapa Nacional y consiguió el ascenso a la Segunda División del Perú, llegando hasta las semifinales. Finalmente, en 2024, el club debutó en la Segunda División, alcanzando nuevamente las semifinales y, tras un polémico gol (en offside) en las semifinales, logró su ascenso a la Primera División del fútbol peruano.

## Procesos judiciales
El 28 de setiembre de 2022, la Fiscal de la Nación, Patricia Benavides, dispuso que se inicie una investigación formal contra Agustín Lozano Saavedra por la posible comisión del delito de enriquecimiento ilícito en contra del Estado, en su calidad de exalcalde de la Municipalidad Distrital de Chongoyape, ubicada en la provincia de Ferreñafe en la región Lambayeque.
Asimismo, el 15 de diciembre de 2022, el Ministerio Público abrió una investigación preliminar contra Agustín Lozano y otros 12 integrantes del directorio de la Federación Peruana de Fútbol, por la presunta comisión de los delitos de extorsión, coacción y organización criminal. Óscar Romero, titular de la ADFP, presentó la querella en contra del mandamás de la FPF a raíz de la polémica por la negociación de los derechos televisivos de la Liga 1.
A causa a esta investigación, el 2 de marzo del 2023, la Fiscalía y la Policía Nacional del Perú allanaron las instalaciones de la Federación Peruana de Fútbol en la Videna, debido a que esta última se había negado a entregar algunos de los documentos solicitados.
El 11 de junio de 2024, el Décimo Juzgado de investigación preparatoria de la Corte Superior de Justicia de Lambayeque declaró fundado el pedido de embargo preventivo, en forma de inscripción e inhibición, sobre cinco inmuebles que se encuentran a su nombre valorizados en cerca de S/ 3 000 000, esto es consecuencia de solicitud de embargo preventivo de la Fiscalía de la Nación que realiza la investigación preparatoria contra Agustín Lozano por presuntos delitos de lavados de activos en agravio del Estado.
El 7 de noviembre de 2024, fue detenido preliminarmente en su domicilio por formar parte de la presunta organización criminal «Caso Los Galácticos», implicada en el delito de lavado de activos. Según la tesis fiscal, habría cometido 14 delitos al usar fondos para respaldar su gestión, incluido el contrato con 1190 Sports (de la empresa argentina Torneos) para transmitir partidos que favorecían a algunos de los socios. Tres clubes de la Liga 2 presentaron denuncias por las decisiones adoptadas por Lozano durante su administración y solicitaron su inclusión en la Liga 1 2025.
Luego de 8 días en condición de prisión preliminar, Lozano fue puesto en libertad por acogerse a la Ley 32108.Asimismo, el Ministerio Público anunció que solicitó la prisión preventiva de 36 meses para el dirigente deportivo.
En 2025, fue convocado por la Asamblea de Bases de la Federación Peruana de Fútbol a pesar de los cuestionamientos judiciales. El comentarista deportivo Eddie Fleischman criticó que en esa asamblea contaran con el respaldo de la mayoría de los clubes, como el Universitario de Deportes, y remarcó que los votos solo sentenciaron el futuro del fútbol nacional.